# GAZ-MM
 (avril 2021).
 (avril 2021).
 (avril 2021).
Si vous disposez d'ouvrages ou d'articles de référence ou si vous connaissez des sites web de qualité traitant du thème abordé ici, merci de compléter l'article en donnant les références utiles à sa vérifiabilité et en les liant à la section « Notes et références ».
Le GAZ-MM était un camion produit par GAZ de 1938 à 1956. Le GAZ-MM était une variante simplifiée et modernisée de l'ancien camion GAZ-AA, et a de nombreuses améliorations sur elle, comme une suspension renforcée et un moteur plus puissant de 50 ch de la voiture de tourisme GAZ-M1,.

## Histoire
La grande guerre patriotique a provoqué de nombreuses pénuries de matériel à l'Union soviétique, ce qui a fait que GAZ simplifie ses véhicules pendant un certain temps pour les garder en grand nombre. En tant que tel, le GAZ-AA a été simplifié et a été renommé GAZ-MM, mais il a également reçu certaines améliorations de la conception, comme une suspension plus renforcée et le moteur GAZ-M1 plus puissant.
En 1941, le GAZ-MM a été encore simplifié, certains ayant des cabines en bois et sans freins arrière. Après la fin de la guerre, le GAZ-MM a été remis en production, cette fois dans une version "non compliquée", partageant à nouveau sa cabine métallique avec le Gaz-AA, mais les ailes avaient toujours un design plus angulaire. Néanmoins, pendant cette période, GAZ a mis la nouvelle gamme de camions GAZ-51 dans la production, ce qui était beaucoup plus moderne que le GAZ-AA et n'a partagé aucun composant avec lui. En 1947, Gaz avait besoin de plus d'espace libre dans l'usine pour produire le GAZ-51 en grand nombre, et donc la production du GAZ-MM a été transférée à UAZ à Ulyanovsk. Là, il a été construit jusqu'en 1956.